# Yowie

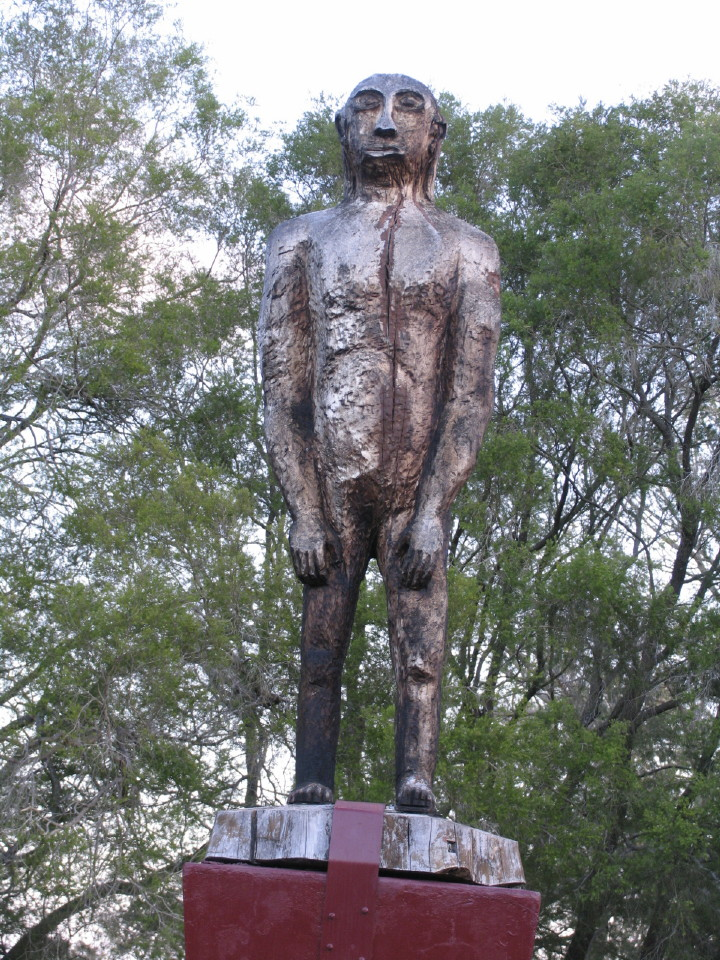
Houten beeld van Yowie

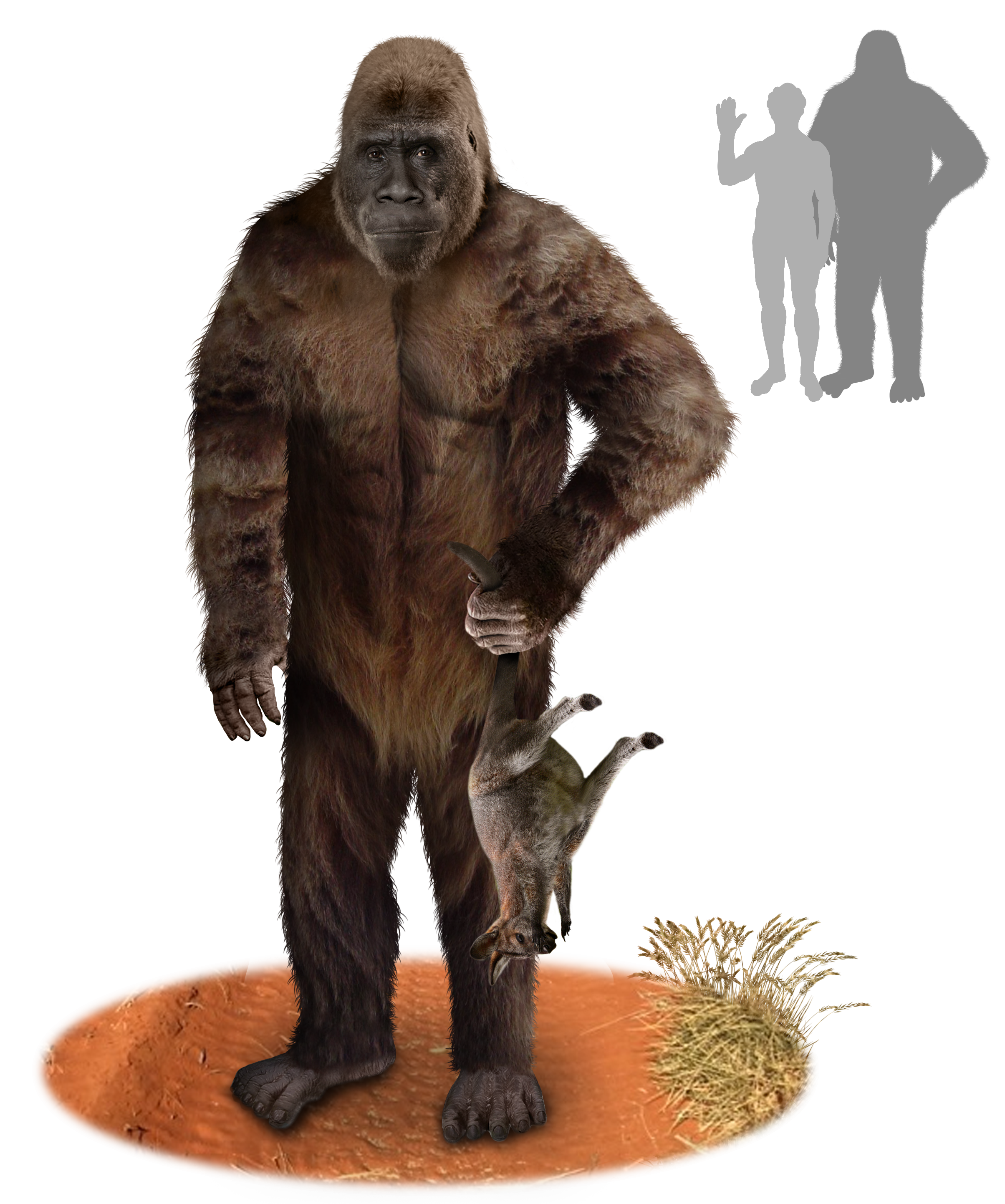
Artistieke impressie van een Yowie.

De yowie is een aapachtige die zich volgens sommigen in Australië zou bevinden. Omdat niet met zekerheid te zeggen is dat het dier bestaat, is het een typisch voorbeeld van de cryptozoölogie. Hij is vergelijkbaar met Bigfoot en de yeti. Het zou een afstammeling van de Gigantopithecus kunnen zijn, of een grote versie van de Homo erectus. Of simpelweg een honderden jaren oude grap die nog steeds voort duurt.
De Aboriginals schijnen dit dier al sinds de oudste geschiedenis te kennen en delen vele verhalen waarin het wezen genoemd wordt. Ook de eerste westerse bewoners van Australië maakten al melding van de grote harige man van het bos.
Net als de Bigfoot en yeti is zijn bestaan onbewezen. Wel worden er soms aanwijzingen gevonden die duiden op een nog onbekende diersoort in het Australische regenwoud. Vaak zijn dit grote beten in bomen, voetafdrukken, schreeuwen en formaties van takken die ergens in verlaten delen van de bush gevonden worden. Van de Yowie bestaat geen film- of fotomateriaal (namaak of echt). Veel Australiërs zijn daarentegen overtuigd van zijn bestaan. Er worden iedere maand expedities georganiseerd om nieuwe bewijzen te zoeken om het bestaan van de yowie aan te tonen.